# Дрібномох Штарке
Дрібномох Штарке (Microbryum starckeanum) — вид мохів порядку потіальних (Pottiales).

## Поширення
Батьківщиною є Європа, Африка, Північна Америка, Азія, Австралія, Нова Зеландія.

## Характеристика
Дистальні клітини пластинки поверхнево слабко опуклі. Коробочкові ніжки подовжені. Коробочка циліндрична. Спори гладкі чи горбкуваті (рідше також слабососочкові), 22–30 мкм.